# アンダーグラウンド映画
アンダーグラウンド映画（アンダーグラウンドえいが）は、本来の意味では最も個人的なテーマを最も個人的な手段によって表現する映画を指す。これが転じて、いち国家体制の下で非合法に作成される映画など、一般の流通経路では出回らない地下的な映画一般を呼称する。

## 概要
1957年、アメリカの映画評論家マニー・ファーバーが『三つ数えろ』『白熱』『暗黒街の顔役』といったアメリカの犯罪映画・ギャング映画を論じる際に「アンダーグラウンド映画」（underground films）という呼称を用いたのが初出とされる。その後1959年、ルイス・ジェイコブズ（英: Louis Jacobs）により「アンダーグラウンド映画」の明確な定義付けがなされた。
ジェイコブズはアメリカのアバンギャルド映画に対し、「その生涯の大半を地下的存在として送る映画」と定義した。
また、1960年末『映画評論』などにおいて「アンダーグラウンド映画」またはその略語「アングラ映画」は、裏の一面をもつ作品を大きく含有して風俗的意味合いをもって使用されるようになった。日本においてはこの使用法が浸透し、今日に至っている。

## 歴史
1930年から1940年にかけて、ニューヨーク近代美術館においてマン・レイが手がけた映画やルイス・ブニュエルとサルバドール・ダリの『アンダルシアの犬』やといったヨーロッパのアバンギャルド映画の上映を始めた。この試みは1923年に登場した16ミリ機材の普及と相俟って、従来のハリウッド映画に辟易していた若者を熱狂させた。彼らは第二次世界大戦において軍が使用していた払い下げの16ミリカメラと映写機を入手し、個人映画の制作に没頭した。「ホームビデオブーム」に呼応するかのように1950年代に入るとサンフランシスコやニューヨークなどでアバンギャルド映画専門の上映館などに16ミリ映写機の常設館が見られるようになった。
マヤ・デレン（英: Maya Deren）が1943年に制作した個人映画『午後の網目』はアンダーグラウンド映画の先駆けとも言える作品で、強烈な印象を残した。1955年にはジョナス・メカスにより『フィルム・カルチャー』が創刊され、「ニュー・アメリカン・シネマ運動」と題された実験映画の推進が図られるようになり、ライオネル・ロゴーシン（英: Lionel Rogosin）の『バワリー25時』、ジョン・カサヴェテス（英: John Cassavetes）の『アメリカの影』、シャーリー・クラーク（英: Shirley Clarke）の『クール・ワールド』といった作品が登場した。